# Chasing the Wind (film 1998)
Chasing the Wind è un film statunitense del 1998 diretto da Charles B. Pierce.

## Trama
Nel Kentucky del 1769, un uomo di montagna aiuta una giovane donna Shawnee e suo marito a lottare attraverso le terre selvagge degli Appalachi.

## Produzione
Il film venne prodotto da Mark Robin Price, che fu anche aiuto regista, e fu l'ultimo girato da Pierce. Non ebbe una vera e propria distribuzione e non venne mai edito in homevideo.